# Elecciones legislativas de Colombia de 1935
Las elecciones legislativas de Colombia de 1935 se llevaron a cabo el 26 de mayo de ese año para elegir a los 118 miembros de la Cámara de Representantes. Los miembro del Senado de la República fueron designados por las Asambleas Departamentales semanas después.
Al igual que en la elección presidencial del año anterior, el Partido Conservador decidió abstenerse de participar en los comicios, lo cual le permitió a los liberales el control absoluto del Congreso, situación que no ocurría en el país desde el periodo de los Estados Unidos de Colombia. La circunstancia fue aprovechada por terceros partidos para poder aspirar a algunos escaños en el Congreso, como ocurrió con la UNIR (grupo separado de su fundador, Jorge Eliécer Gaitán, quien se inscribió en una lista liberal), el Partido Comunista y una lista independiente socialista encabezada por Diego Luis Córdoba en la intendencia del Chocó.
Esta Cámara de Representantes, junto con el Senado elegido por las asambleas departamentales, votaría la profunda reforma constitucional impulsada por el gobierno de Alfonso López Pumarejo.

## Resultados

### Cámara de Representantes
| Partido         | Partido                  | Votos     | %    | Escaños |
| --------------- | ------------------------ | --------- | ---- | ------- |
| Partido Liberal | Directoristas            | 420,547   | 97.6 | 109     |
| Partido Liberal | Disidentes               | 420,547   | 97.6 | 6       |
| Otros partidos  | UNIR                     | 10,181    | 2.4  | 2       |
| Otros partidos  | Socialista independiente | 10,181    | 2.4  | 1       |
| Otros partidos  | Comunista                | 10,181    | 2.4  | 0       |
| Otros partidos  | APEN                     | 10,181    | 2.4  | 0       |
| Total           | Total                    | 430,728   | 100  | 118     |
| Censo electoral | Censo electoral          | 1,288,441 |      | –       |

### Senado
| Partido               | Escaños | %    |
| --------------------- | ------- | ---- |
| Partido Liberal       | 56      | 100% |
| Total                 | 56      | 100% |
| Fuente: Abente et al. |         |      |

## Congresistas electos

### Miembros de la Cámara de Representantes
| Distrito electoral          | Representantes                          | Partido         | Ref.  |
| --------------------------- | --------------------------------------- | --------------- | ----- |
| Barranquilla (Atlántico)    | Juan Domínguez R.                       | Partido Liberal | [ 3 ] |
| Barranquilla (Atlántico)    | Ramón Castro G.                         | Partido Liberal | [ 3 ] |
| Barranquilla (Atlántico)    | Claudio M. Blanco J.                    | Partido Liberal | [ 3 ] |
| Bogotá - Cundinamarca       | Jorge Uribe Márquez                     | Partido Liberal | [ 3 ] |
| Bogotá - Cundinamarca       | Antonio Izquierdo                       | Partido Liberal | [ 3 ] |
| Bogotá - Cundinamarca       | Juan B. Castaño R.                      | Partido Liberal | [ 3 ] |
| Bogotá - Cundinamarca       | Germán Zea Hernández                    | Partido Liberal | [ 3 ] |
| Bogotá - Cundinamarca       | Eduardo de Heredia                      | Partido Liberal | [ 3 ] |
| Bogotá - Cundinamarca       | Julio C. Rey Rojas                      | Partido Liberal | [ 3 ] |
| Bogotá - Cundinamarca       | Gustavo Uribe A.                        | Partido Liberal | [ 3 ] |
| Bogotá - Cundinamarca       | Carlos Lleras Restrepo                  | Partido Liberal | [ 3 ] |
| Bogotá - Cundinamarca       | Gabriel Baquero                         | Partido Liberal | [ 3 ] |
| Bogotá - Cundinamarca       | Jorge López Posada                      | Partido Liberal | [ 3 ] |
| Bogotá - Cundinamarca       | Luis Alberto Jiménez                    | Partido Liberal | [ 3 ] |
| Bogotá - Cundinamarca       | Santiago Castro R.                      | Partido Liberal | [ 3 ] |
| Bogotá - Cundinamarca       | Luis Eduardo Nieto Caballero            | Partido Liberal | [ 3 ] |
| Bogotá - Cundinamarca       | Luis F. Latorre U.                      | Partido Liberal | [ 3 ] |
| Bogotá - Cundinamarca       | Ricardo Sarmiento Alarcón               | Partido Liberal | [ 3 ] |
| Bogotá - Cundinamarca       | Julio C. Gaitán                         | Partido Liberal | [ 3 ] |
| Bogotá - Cundinamarca       | Diego Montaña Cuéllar                   | Partido Liberal | [ 3 ] |
| Bucaramanga (Santander)     | Antonio M. Sepúlveda                    | Partido Liberal | [ 3 ] |
| Bucaramanga (Santander)     | Mario Ruiz C.                           | Partido Liberal | [ 3 ] |
| Bucaramanga (Santander)     | Pedro Alonso Jaimes                     | Partido Liberal | [ 3 ] |
| Bucaramanga (Santander)     | Antonio Gómez Amorocho                  | Partido Liberal | [ 3 ] |
| Bucaramanga (Santander)     | Hernán Gómez                            | Partido Liberal | [ 3 ] |
| Bucaramanga (Santander)     | Ricardo Serpa                           | Partido Liberal | [ 3 ] |
| Bucaramanga (Santander)     | Enrique Otero D'Costa                   | Partido Liberal | [ 3 ] |
| Cali (Valle del Cauca)      | Domingo Irurita                         | Partido Liberal | [ 3 ] |
| Cali (Valle del Cauca)      | Jorge E. Cruz                           | Partido Liberal | [ 3 ] |
| Cali (Valle del Cauca)      | Carlos Enrique Morales                  | Partido Liberal | [ 3 ] |
| Cali (Valle del Cauca)      | Isaías Hernán Ibarra C.                 | Partido Liberal | [ 3 ] |
| Cali (Valle del Cauca)      | José María Salamando                    | Partido Liberal | [ 3 ] |
| Cartagena (Bolívar)         | Alfonso Romero Aguirre                  | Partido Liberal | [ 3 ] |
| Cartagena (Bolívar)         | F. García de la Espriella               | Partido Liberal | [ 3 ] |
| Cartagena (Bolívar)         | Miguel Francisco de la Espriella García | Partido Liberal | [ 3 ] |
| Cartagena (Bolívar)         | Antonio Navarro F.                      | Partido Liberal | [ 3 ] |
| Cartagena (Bolívar)         | Eduardo Bossa                           | Partido Liberal | [ 3 ] |
| Cartagena (Bolívar)         | Alejandro Amador y Cortés               | Partido Liberal | [ 3 ] |
| Cartagena (Bolívar)         | Víctor Urueta                           | Partido Liberal | [ 3 ] |
| Cartagena (Bolívar)         | Francisco Obregón Jaraba                | Partido Liberal | [ 3 ] |
| Cartagena (Bolívar)         | Simón Baena Calvo.                      | Partido Liberal | [ 3 ] |
| Cúcuta (Norte de Santander) | Miguel Durán Durán                      | Partido Liberal | [ 3 ] |
| Cúcuta (Norte de Santander) | Guillermo Peñaranda Arenas              | Partido Liberal | [ 3 ] |
| Cúcuta (Norte de Santander) | Luis Buenahora                          | Partido Liberal | [ 3 ] |
| Cúcuta (Norte de Santander) | Darío Hernández B.                      | Partido Liberal | [ 3 ] |
| Cúcuta (Norte de Santander) | Emilio Rodríguez Lemus                  | Partido Liberal | [ 3 ] |
| Ibagué (Tolima)             | Pedro Lozano y Lozano                   | Partido Liberal | [ 3 ] |
| Ibagué (Tolima)             | Luis Bustamante                         | Partido Liberal | [ 3 ] |
| Ibagué (Tolima)             | Gustavo Gordillo                        | Partido Liberal | [ 3 ] |
| Ibagué (Tolima)             | Roberto Londoño C.                      | Partido Liberal | [ 3 ] |
| Ibagué (Tolima)             | Jorge Vargas Lara                       | Partido Liberal | [ 3 ] |
| Ibagué (Tolima)             | Luis A. Ferreira                        | Partido Liberal | [ 3 ] |
| Manizales (Caldas)          | Eduardo Mejía Jaramillo                 | Partido Liberal | [ 3 ] |
| Manizales (Caldas)          | Ernesto Duque Lince                     | Partido Liberal | [ 3 ] |
| Manizales (Caldas)          | Heladio Cortés L.                       | Partido Liberal | [ 3 ] |
| Manizales (Caldas)          | J. M. Barrios T.                        | Partido Liberal | [ 3 ] |
| Manizales (Caldas)          | Daniel Restrepo Giraldo                 | Partido Liberal | [ 3 ] |
| Manizales (Caldas)          | Arturo Salazar Grillo                   | Partido Liberal | [ 3 ] |
| Manizales (Caldas)          | Gabriel Díaz S.                         | Partido Liberal | [ 3 ] |
| Manizales (Caldas)          | Carlos de la Cuesta Restrepo            | Partido Liberal | [ 3 ] |
| Medellín (Antioquia)        | Pedro Claver Aguirre                    | Partido Liberal | [ 3 ] |
| Medellín (Antioquia)        | Diego Mejía Mejía                       | Partido Liberal | [ 3 ] |
| Medellín (Antioquia)        | Eduardo Uribe Botero                    | Partido Liberal | [ 3 ] |
| Medellín (Antioquia)        | Pedro Rodríguez Mira                    | Partido Liberal | [ 3 ] |
| Medellín (Antioquia)        | Juan de J. Peláez                       | Partido Liberal | [ 3 ] |
| Medellín (Antioquia)        | Tulio Gaviria Uribe                     | Partido Liberal | [ 3 ] |
| Medellín (Antioquia)        | Diógenes Sepúlveda Mejía                | Partido Liberal | [ 3 ] |
| Medellín (Antioquia)        | Gustavo Mejía Ángel                     | Partido Liberal | [ 3 ] |
| Medellín (Antioquia)        | Heliodoro Ángel Echeverri               | Partido Liberal | [ 3 ] |
| Medellín (Antioquia)        | Eduardo Fernández Botero                | Partido Liberal | [ 3 ] |
| Medellín (Antioquia)        | Gabriel Sanín Villa                     | Partido Liberal | [ 3 ] |
| Medellín (Antioquia)        | Sergio Abadía Arango                    | Partido Liberal | [ 3 ] |
| Medellín (Antioquia)        | Roberto Botero Saldarriaga              | Partido Liberal | [ 3 ] |
| Medellín (Antioquia)        | Alfonso Orozco Valencia                 | Partido Liberal | [ 3 ] |
| Medellín (Antioquia)        | Wenceslao Montoya Tirado                | Partido Liberal | [ 3 ] |
| Medellín (Antioquia)        | Alejandro López Restrepo                | Partido Liberal | [ 3 ] |
| Medellín (Antioquia)        | Diego Luis Córdoba                      | Partido Liberal | [ 3 ] |
| Neiva (Huila)               | Fernando Durán O.                       | Partido Liberal | [ 3 ] |
| Neiva (Huila)               | Alejo Borrero Quintero                  | Partido Liberal | [ 3 ] |
| Neiva (Huila)               | Anselmo Gaitán Useche                   | Partido Liberal | [ 3 ] |
| Neiva (Huila)               | Alfonso Manrique Santacoloma            | Partido Liberal | [ 3 ] |
| Neiva (Huila)               | Juan José Trujillo Falla                | Partido Liberal | [ 3 ] |
| Pasto (Nariño)              | José Elías Dulce                        | Partido Liberal | [ 3 ] |
| Pasto (Nariño)              | Julio César Delgado                     | Partido Liberal | [ 3 ] |
| Pasto (Nariño)              | Carlos César Cerón                      | Partido Liberal | [ 3 ] |
| Pasto (Nariño)              | Leónidas Coral                          | Partido Liberal | [ 3 ] |
| Pasto (Nariño)              | Gabriel Rodríguez Caldas                | Partido Liberal | [ 3 ] |
| Pasto (Nariño)              | Arcesio Rueda Llorente                  | Partido Liberal | [ 3 ] |
| Pasto (Nariño)              | Ricardo Martínez C.                     | Partido Liberal | [ 3 ] |
| Pasto (Nariño)              | Rodrigo Alberto Rosero                  | Partido Liberal | [ 3 ] |
| Popayán (Cauca)             | Antonio José Lemos Guzmán               | Partido Liberal | [ 3 ] |
| Popayán (Cauca)             | Jesús Antonio Guzmán                    | Partido Liberal | [ 3 ] |
| Popayán (Cauca)             | Felipe Castro L.                        | Partido Liberal | [ 3 ] |
| Popayán (Cauca)             | Enrique Uribe White                     | Partido Liberal | [ 3 ] |
| Popayán (Cauca)             | Ernesto Muñoz C.                        | Partido Liberal | [ 3 ] |
| Santa Marta (Magdalena)     | Francisco C. Fuentes                    | Partido Liberal | [ 3 ] |
| Santa Marta (Magdalena)     | Pedro Castro Monsalvo                   | Partido Liberal | [ 3 ] |
| Santa Marta (Magdalena)     | Ramón Miranda                           | Partido Liberal | [ 3 ] |
| Santa Marta (Magdalena)     | J. V. Garcés Navas                      | Partido Liberal | [ 3 ] |
| Santa Marta (Magdalena)     | Néstor Guillermo Brugés Daza            | Partido Liberal | [ 3 ] |
| Tunja (Boyacá)              | Álvaro Díaz Sarmiento                   | Partido Liberal | [ 3 ] |
| Tunja (Boyacá)              | Rafael Vargas Páez                      | Partido Liberal | [ 3 ] |
| Tunja (Boyacá)              | Jorge Patarroyo Barreto                 | Partido Liberal | [ 3 ] |
| Tunja (Boyacá)              | Segundo Sánchez Ulloa                   | Partido Liberal | [ 3 ] |
| Tunja (Boyacá)              | Edmundo Rico                            | Partido Liberal | [ 3 ] |
| Tunja (Boyacá)              | Demetrio Martínez Porras                | Partido Liberal | [ 3 ] |
| Tunja (Boyacá)              | Darío Samper                            | Partido Liberal | [ 3 ] |
| Tunja (Boyacá)              | Pablo Bernal Cadena                     | Partido Liberal | [ 3 ] |
| Tunja (Boyacá)              | Enrique Pinzón Saavedra                 | Partido Liberal | [ 3 ] |
| Tunja (Boyacá)              | José Umaña Bernal                       | Partido Liberal | [ 3 ] |
| Tunja (Boyacá)              | Guillermo A. Escobar                    | Partido Liberal | [ 3 ] |
| Tunja (Boyacá)              | Héctor Moreno Díaz                      | Partido Liberal | [ 3 ] |

### Miembros del Senado de la República
| Distrito electoral | Senadores principales         | Senadores suplentes      | Senadores suplentes  | Partido         | Ref.  |
| ------------------ | ----------------------------- | ------------------------ | -------------------- | --------------- | ----- |
| Antioquia          | Luis de Greiff Obregón        |                          |                      | Partido Liberal | [ 3 ] |
| Antioquia          | Rafael Arredondo Velilla      |                          |                      | Partido Liberal | [ 3 ] |
| Antioquia          | Antonio María Gutiérrez       |                          |                      | Partido Liberal | [ 3 ] |
| Antioquia          | Gerardo Molina                |                          |                      | Partido Liberal | [ 3 ] |
| Antioquia          | Enrique A. Gaviria Arango     |                          |                      | Partido Liberal | [ 3 ] |
| Antioquia          | Ricardo Echeverri Ferrer      |                          |                      | Partido Liberal | [ 3 ] |
| Antioquia          | Alfonso Castro Jaramillo      |                          |                      | Partido Liberal | [ 3 ] |
| Atlántico          | Pedro Juan Navarro            |                          |                      | Partido Liberal | [ 3 ] |
| Atlántico          | Juan Pablo Manotas            |                          |                      | Partido Liberal | [ 3 ] |
| Atlántico          | Aquiles Arrieta               |                          |                      | Partido Liberal | [ 3 ] |
| Bolívar            | Manuel F. Obregón             |                          |                      | Partido Liberal | [ 3 ] |
| Bolívar            | Manuel del Cristo Pareja      |                          |                      | Partido Liberal | [ 3 ] |
| Bolívar            | Luis Felipe Pineda            |                          |                      | Partido Liberal | [ 3 ] |
| Bolívar            | Alfonso Araújo Gaviria        |                          |                      | Partido Liberal | [ 3 ] |
| Boyacá             | Armando Solano                | Carlos Julio Durán       | Emiliano Vicaria     | Partido Liberal | [ 4 ] |
| Boyacá             | José Joaquín Castro Martínez  | Odilio Vargas            | Romualdo Torres      | Partido Liberal | [ 4 ] |
| Boyacá             | José Vicente Combariza        | Filemón Perilla          | Isaías Saavedra      | Partido Liberal | [ 4 ] |
| Boyacá             | Héctor José Vargas Martínez   | Demetrio Martínez Porras | Eduardo Zubieta      | Partido Liberal | [ 4 ] |
| Boyacá             | José Gabriel Venegas          | Arturo Ojeda             | Eduardo A. Rueda     | Partido Liberal | [ 4 ] |
| Boyacá             | Gustavo Hernández Rodríguez   | Antonio Ramírez          | Jorge H. Gutiérrez   | Partido Liberal | [ 4 ] |
| Caldas             | Benjamín Gómez Duque          |                          |                      | Partido Liberal | [ 3 ] |
| Caldas             | Alberto Arango Tavera         |                          |                      | Partido Liberal | [ 3 ] |
| Caldas             | Jorge Gartner de la Cuesta    |                          |                      | Partido Liberal | [ 3 ] |
| Caldas             | Roberto Marulanda Botero      |                          |                      | Partido Liberal | [ 3 ] |
| Cauca              | Laurentino Quintana           |                          |                      | Partido Liberal | [ 3 ] |
| Cauca              | Carlos M. Simmonds            |                          |                      | Partido Liberal | [ 3 ] |
| Cundinamarca       | Juan Samper Sordo             |                          |                      | Partido Liberal | [ 3 ] |
| Cundinamarca       | Maximiliano Grillo            |                          |                      | Partido Liberal | [ 3 ] |
| Cundinamarca       | Ricardo Zapata Ángel          |                          |                      | Partido Liberal | [ 3 ] |
| Cundinamarca       | Moisés Prieto                 |                          |                      | Partido Liberal | [ 3 ] |
| Cundinamarca       | Eduardo López Pumarejo        |                          |                      | Partido Liberal | [ 3 ] |
| Huila              | Tulio Rubiano                 |                          |                      | Partido Liberal | [ 3 ] |
| Huila              | Roberto Durán Alvira          |                          |                      | Partido Liberal | [ 3 ] |
| Huila              | Joaquín García Borrero        |                          |                      | Partido Liberal | [ 3 ] |
| Magdalena          | Manuel F. Caamaño             |                          |                      | Partido Liberal | [ 3 ] |
| Magdalena          | Rodrigo E. Vives D'Andreis    |                          |                      | Partido Liberal | [ 3 ] |
| Magdalena          | Pedro M. Dávila Barreneche    |                          |                      | Partido Liberal | [ 3 ] |
| Nariño             | Benjamín Burbano              |                          |                      | Partido Liberal | [ 3 ] |
| Nariño             | Max Llorente Ortiz            |                          |                      | Partido Liberal | [ 3 ] |
| Nariño             | Manuel Antonio Bravo          |                          |                      | Partido Liberal | [ 3 ] |
| Norte de Santander | Francisco Lamus Lamus         |                          |                      | Partido Liberal | [ 3 ] |
| Norte de Santander | Alirio Gómez Picón            |                          |                      | Partido Liberal | [ 3 ] |
| Norte de Santander | Timoleón Moncada              |                          |                      | Partido Liberal | [ 3 ] |
| Santander          | Carlos V. Rey                 |                          |                      | Partido Liberal | [ 3 ] |
| Santander          | Rafael Téllez L.              |                          |                      | Partido Liberal | [ 3 ] |
| Santander          | Humberto Gómez Naranjo        |                          |                      | Partido Liberal | [ 3 ] |
| Santander          | Alfredo García Rueda          |                          |                      | Partido Liberal | [ 3 ] |
| Tolima             | José Joaquín Caicedo Castilla | Roberto Londoño          | Cayetano Lombana     | Partido Liberal | [ 5 ] |
| Tolima             | Enrique Caicedo               | Juan Lozano y Lozano     | Gonzalo París Lozano | Partido Liberal | [ 5 ] |
| Tolima             | Alejandro Bernate             | Yezid Melendro           | Jorge Alvarado       | Partido Liberal | [ 5 ] |
| Valle del Cauca    | Belisario Zafra               |                          |                      | Partido Liberal | [ 3 ] |
| Valle del Cauca    | Severo Reyes Gamboa           |                          |                      | Partido Liberal | [ 3 ] |